# Commentaire au Songe de Scipion
Le Commentaire au Songe de Scipion (en latin Commentarium in Ciceronis Somnium Scipionis) est une œuvre philosophique écrite dans la première moitié du Ve siècle de notre ère par Macrobe.

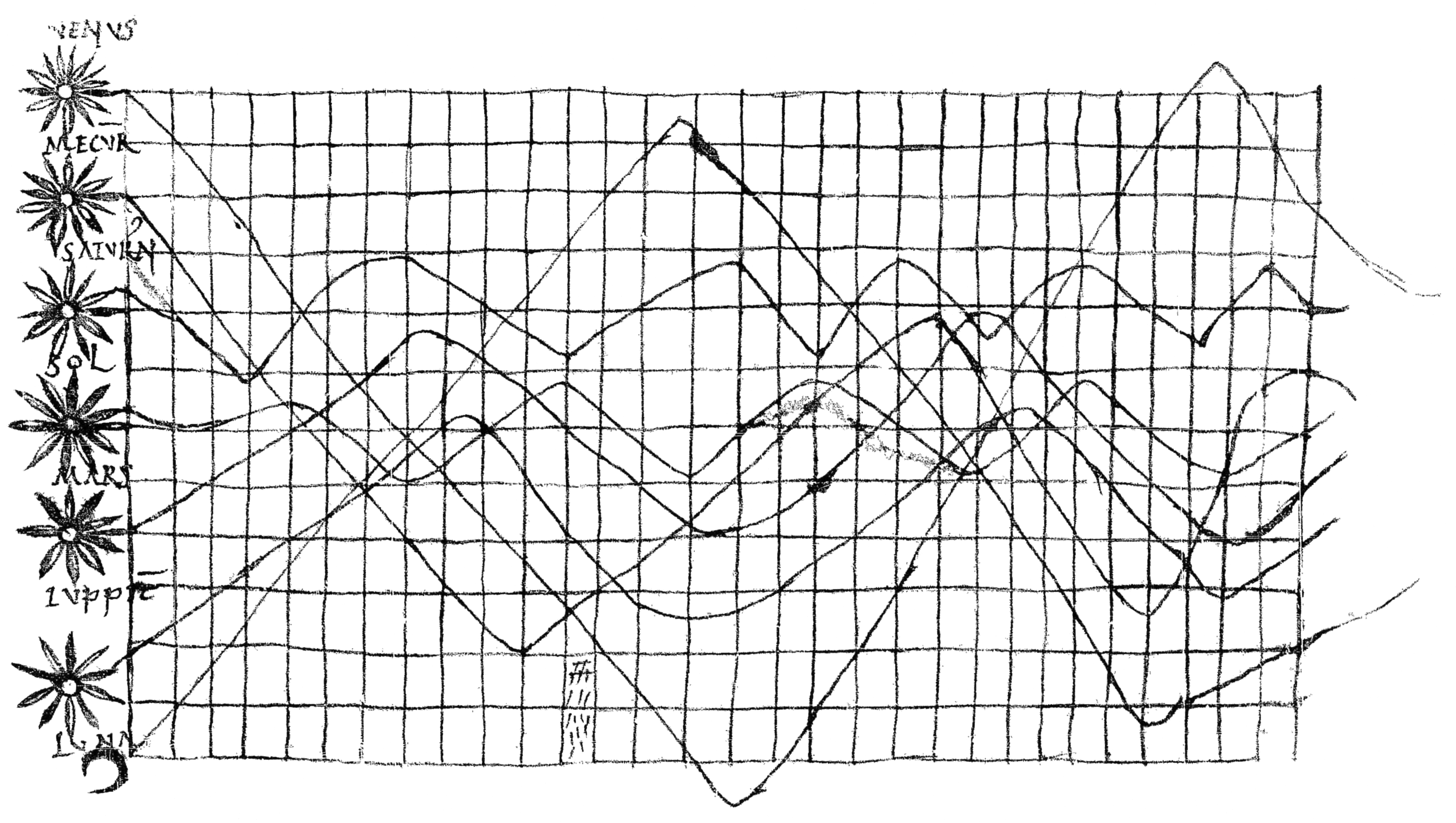
Description du mouvement des planètes au cours du temps, publié au V par Macrobe dans son Commentaire au Songe de Scipion. Il s'agit d'un des premiers graphiques de série temporelle de l'histoire.

## Intérêt
Commentant les chapitres 9 à 29 du livre VI du De Republica de Cicéron, Macrobe sauve cette dernière partie de l'ouvrage de l'orateur romain, désormais désignée comme le Songe de Scipion, et lui donne une interprétation inspirée du néoplatonisme. Cette œuvre est ainsi un témoignage important, à la fin de l'empire, sur l'emploi de thèmes néoplatoniciens et sur l'influence culturelle grecque, dans le contexte de la latinité tardive.

#### Traductions
- Macrobe, Commentaire au Songe de Scipion, 2 volumes, Les Belles Lettres, 2001. Édition bilingue latin/français. Introduction, traduction et notes de Mireille Armisen-Marchetti.
- Macrobe (trad. Désiré Nisard), Commentaire au Songe de Scipion, Archè, coll. « Sebastiani », 1979.

#### Études
- Pierre Courcelle, Les Lettres grecques de Macrobe à Cassiodore. Paris, De Boccard, 1948.
- Jacques Flamant, Macrobe et le néoplatonisme latin à la fin du IVe siècle. Louvain, 1977.